# Lasioglossum comagenense
Lasioglossum comagenense är en biart som först beskrevs av Knerer och N. Duane Atwood 1964.  Lasioglossum comagenense ingår i släktet smalbin, och familjen vägbin. Inga underarter finns listade i Catalogue of Life.

## Beskrivning
Ett svart, avlångt bi med svart huvud och mellankropp. Hanen har dock delar av munskölden (clypeus) och överläppen (labrum) gula, samt käkarna (mandiblerna) bruna. Tergiterna (segmenten på bakkroppens ovansida) är mörkbruna, mörkast hos honan, med ljusbruna framkanter. Behåringen är generellt gles; dock har nederdelen av hanens ansikte tätare behåring, medan honan har täthåriga borstar för polleninsamling (kallade pollenkorgar) på baklåren och på bukens undersida. Längst bak på mellankroppen har arten upphöjda ribbor som bildar ett tydligt "V". Honan blir 6 till 7 mm lång, hanen 6,5 till nästan 8 mm.

## Ekologi
Lasioglossum comagenense är ett bi som kan vara både solitärt och semisocialt. När arten bildar kolonier, är det inte ovanligt att de kan ha mer än en grundarhona ("drottning"), som har övervintrat tillsammans och bygger kolonin ovanför sina underjordiska övervintringsställen.

## Utbredning
Arten förekommer i nordöstra Nordamerika på gränsen mellan Kanada och USA, med ett isolat längst i väster (Yukon och Washington). Det huvudsakliga utbredningsområdet sträcker sig från Ontario och Minnesota i öster till Nova Scotia, Prince Edward Island och Maine i väster. Fynd på högre höjder har dock gjorts så långt söderut som Pennsylvania.